# عبد الملك بن هشام
عبد الملك بن هشام المتوفي سنة 833ميلادية، 218هجرية هو أبو محمد عبد الملك بن هشام بن أيوب الحميري، عالم ومؤرخ أخباري بصري، وواحد من أبرز كتاب السيرة النبوية. عُرف بعلمه في الأنساب واللغة وأخبار العرب، ونزيل مصر.
جاءت شهرته الكبرى من تهذيبه لسيرة ابن إسحاق، حيث نقحها وحررها بعد سماعها عن زياد بن عبد الله البكائي، تلميذ الإمام أحمد بن حنبل، وبفضل هذا العمل تُعرف السيرة باسمه وتنسب إليه.

## اسمه ونسبه
الإمام العَلّامة المُؤرِّخ الأخباريُّ جَمالُ الدِّينِ أَبُو مُحَمَّدٍ عَبْدِ المَلِكِ بْنِ هِشَامِ بْنِ أَيُّوبَ الذَّهْلِيِّ السَّدُّوسِيِّ، وقِيلَ الحُمَيْرِيِّ، المُعَافِرِيِّ، البَصْرِيِّ، نَزِيلِ الدِّيَارِ المِصْرِيَّةِ.

## مولده ونشأته
وُلد عبد الملك بن هشام في منتصف القرن الثالث الهجري (حوالي القرن التاسع الميلادي) في مدينة البصرة، التي كانت آنذاك مركزًا علميًا وثقافيًا هامًا في العالم الإسلامي. نشأ في بيئة علمية متشبعة بالعلوم النحوية واللغوية والتاريخية، مما مهد له طريق التبحر في علوم السيرة والتاريخ. 

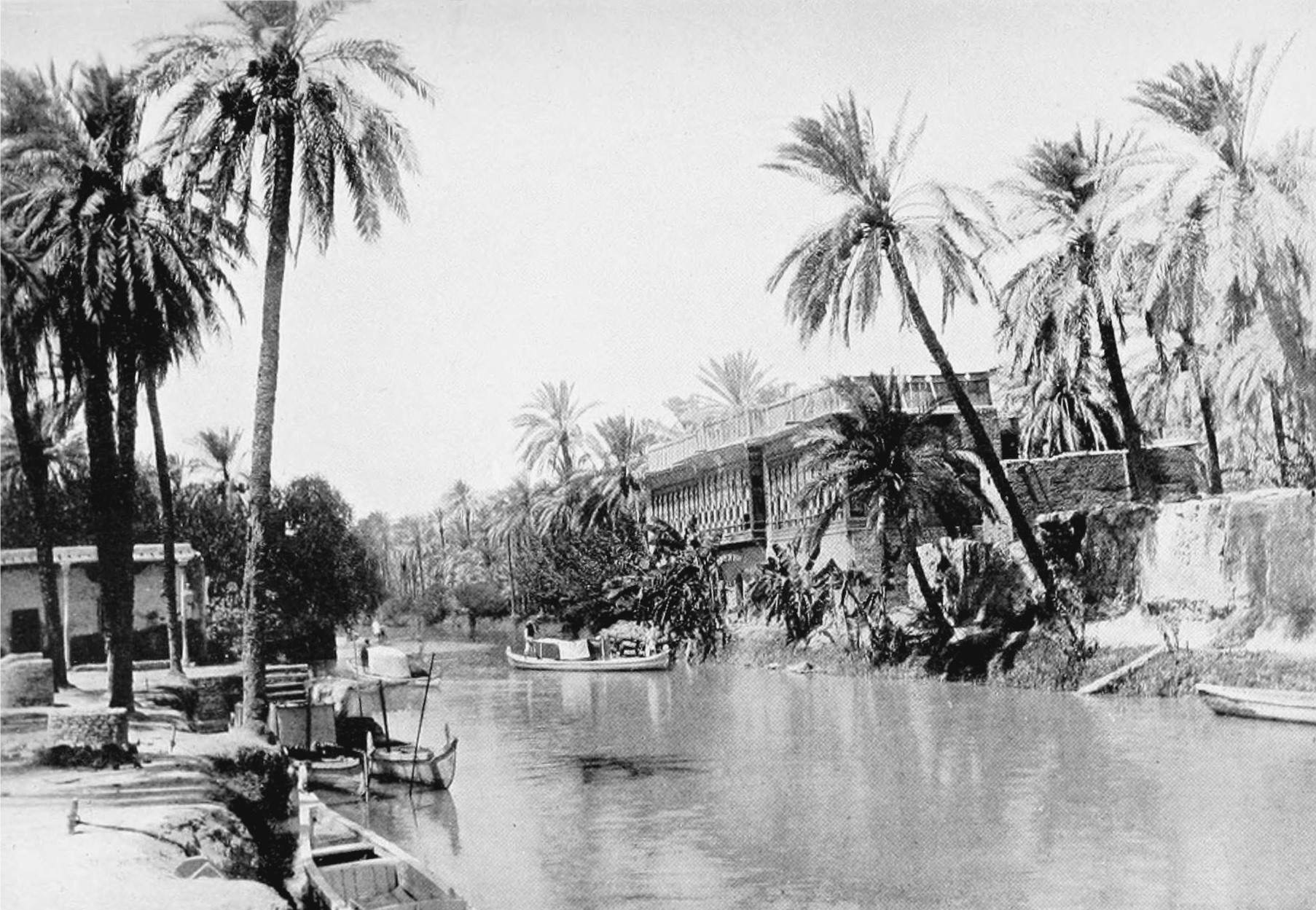
صورة تاريخية لمدينة البصرة في أواخر القرن التاسع عشر وأوائل القرن العشرين، وهي المدينة التي وُلد ونشأ فيها عبد الملك بن هشام، المؤرخ البصري المعروف بسيرته النبوية.

انتقل لاحقًا إلى مصر، حيث استقر هناك ونزل في الديار المصرية، والتي قضى فيها أغلب حياته، وعمل على تدوين وتأليف أشهر أعماله، خصوصًا سيرته النبوية التي عدّلها وحررها من كتابات سابقة. 

## مؤلفاته
يُعد عبد الملك بن هشام من أبرز المؤرخين الذين ساهموا في توثيق السيرة النبوية، ويُعتبر عمله في تهذيب سيرة ابن إسحاق أعظم إسهاماته. كان هدفه تقديم سيرة مُنقحة أكثر دقة ووضوحًا، مع تجنب الأحاديث والقصص التي قد تثير الجدل أو الشك. إلى جانب ذلك، كان مهتمًا بالأنساب واللغة العربية، مما أثرى نصوصه بأسلوب علمي متميز ومن اعماله.
- تهذيب سيرة ابن إسحاق

بدأت كتابة السيرة النبوية بسيرة محمد بن إسحاق، والمعروفة بـ«سيرة ابن إسحاق»، التي تعد من أقدم المصادر في توثيق حياة النبي محمد صلى الله عليه وسلم، وشملت أحداث المبعث والمغازي. بعد ذلك، جاء عبد الملك بن هشام فقام بتهذيب هذه السيرة، فأخرجها في كتابه المعروف بـ«سيرة ابن هشام»، الذي صار مرجعًا رئيسيًا للأجيال اللاحقة.
ومنذ ذلك الحين، تعمق العلماء في دراسة «سيرة ابن هشام» وكتبوا حولها شروحات واختصارات، وحتى نظموا منها شعرًا، مما يبرز أهميتها في الفكر الإسلامي. ولا يزال هذا المجال من السيرة والتأريخ النبوي محور اهتمام مفكري الإسلام عبر العصور و قال شمس الدين الذهبي في سير أعلام النبلاء: "ولا ريب أن ابن إسحاق كثَّرَ وَطوَّلَ بأنساب مستوفاة، اختصارها أملح، وبأشعار غير طائلة، حذفها أرجح، وبآثار لم تصحح، مع أنه فاته شيء كثير من الصحيح، لم يكن عنده، فكتابه محتاج إلى تنقيح وتصحيح، ورواية ما فاته". اهـ.  
- كتاب التيجان

ذُكر في "صاحب الأعلام" وله أسماء متعددة منها "التيجان لمعرفة ملوك الزمان" و"التيجان في ملوك حمير". يجمع الكتاب بين الوقائع التاريخية، القصص الدينية، الخرافة، والأسطورة، ويحتوي على العديد من الإسرائيليات خاصة في قصص الأنبياء، ويتناول أيضًا جوانب من تاريخ اليمن.
- كتاب القصائد الحميرية

كتاب تناول أخبار اليمن وملوكها في فترة الجاهلية، يركز على الشعر والقصائد المرتبطة بالمنطقة.
- كتاب شرح ما وقع في أشعار السير من غريب:

كتاب متخصص في شرح الكلمات والغريب الوارد في أشعار السير، مما يسهل فهم النصوص الشعرية المتعلقة بالسير.
- كتاب في أنساب حمير وملوكها:

مؤلف يتناول نسب قبائل حمير وملوكها، مع تركيز على الأنساب التاريخية للمنطقة.

## لقائه مع الإمام الشافعي
وفي رواية ذكرها الدارقطني نقلاً عن المزني، ورد أن الإمام الشافعي حين حضر إلى مصر، كان عبد الملك بن هشام هناك، وكان مشهورًا بعلم العربية والشعر. في البداية تردد ابن هشام في مقابلة الشافعي، لكنه بعد اللقاء قال: ما ظننت أن الله يخلق مثل الشافعي.

## وفاته
ورد في كتاب "الروض الأنف" أن عبد الملك بن هشام توفي في سنة 213 هـ، لكن هذا خطأ كما أشار إليه أبو القاسم السهيلي، والصحيح أن وفاته كانت في سنة 218 هـ كما ثبت في المصادر الأخرى.

## طالع ايضًا
- السيرة النبوية لابن هشام
- محمد بن إدريس الشافعي

## وصلات خارجية
- (بالإنجليزية) تهذيب سيرة ابن هشام
- كتاب التيجان